# مات دونوفان (لاعب دوري الرغبي)
مات دونوفان (بالإنجليزية: Matt Donovan)‏ هو لاعب دوري الرغبي أسترالي، ولد في 20 سبتمبر 1970 في أستراليا.